# Mansões Celestiais
Mansões Celestiais é o sétimo álbum de estúdio da cantora cristã Shirley Carvalhaes, lançado no primeiro semestre do ano de 1983.
Neste LP, Shirley Carvalhaes apresenta seu primeiro disco com um música em ritmo de forró (Feliz Eu Sou). Também neste mesmo LP está o sucesso Uma Vez Mais, Senhor.
Destaques do disco: Seu Nome é Jesus e Mansões Celestiais, ambas em ritmo de bolero, uma das características mais marcantes dos primeiros discos de Shirley.

## Faixas
1. "Seu Nome é Jesus" (João Chalegre)
2. "Eu e a Esperança" (Oseas Cordeiro)
3. "Mansões Celestiais" (Oseas Cordeiro)
4. "O Véu do Templo" (João Chalegre)
5. "Porque Será" (Jeovanio F. da Silva)
6. "Ele é Sublime" (Márcio Eduardo)
7. "Canaã é Logo Ali" (Mário Fernando)
8. "Eu Vou Cantar" (Oseas Cordeiro)
9. "Feliz Eu Sou" (Oseas Cordeiro)
10. "A Estrada é Longa" (Márcio Eduardo)
11. "Uma Vez Mais, Senhor" (Paulo Silva)
12. "Minhas Sùplicas" (João Chalegre)

## Ficha técnica
- Bateria: Jorge Antonio
- Violão e Baixo: Joel Vasconcelos
- Guitarra: Carlos Alberto
- Teclado: Josué Vasconcelos
- Acordeon: Josué Vasconcelos
- Vocal: Mario, Samurais, Shirley e Josué
- Gravação e Mixagem: Pedrinho
- Assistente: Otavio de Almeida
- Arranjos e Direção Musical: Josué Vasconcelos
- Produção: Rocha Eterna
- Direção Geral: Eli N. de Almeida